# Chetone decisa
Chetone decisa là một loài bướm đêm thuộc phân họ Arctiinae, họ Erebidae.